# Leopold Enzenberger
Leopold Enzenberger (* 15. Februar 1883 in Kohfidisch; † 13. September 1937 ebenda) war ein österreichischer Landwirt und Politiker (Landbund). Er war mit einer Unterbrechung von 1922 bis 1930 Abgeordneter zum Burgenländischen Landtag.

## Leben
Leopold Enzenberger wurde als Sohn des Landwirts Leopold Enzenberger aus Kohfidisch geboren. Er besuchte die Volksschule und war danach als Landwirt tätig. 1923 wurde Leopold Enzenberger der Berufstitel Ökonomierat verliehen.

## Politik
Enzenberger war von 1923 bis 1927 Bürgermeister in Kohfidisch. Er war Mitglied des Landbundes. Er wurde am 15. Juli 1922 als Abgeordneter im Burgenländischen Landtag angelobt. Enzenberger schied zunächst am 13. November 1923 wieder aus dem Landtag aus, rückte jedoch am 4. März 1925 für Johann Paul während der II. Gesetzgebungsperiode wieder in den Landtag nach. Enzenberger gehörte dem Landtag bis zum 5. Dezember 1930 an.